# Peperomia peckelii
Peperomia peckelii är en pepparväxtart som beskrevs av C. Dc.. Peperomia peckelii ingår i släktet peperomior, och familjen pepparväxter. Inga underarter finns listade i Catalogue of Life.